# Стрільба з лука на літніх Олімпійських іграх 2020 — командна першість (чоловіки)
Змагання зі стрільби з лука в командній першості серед чоловіків — одна з 5 дисциплін зі стрільби з лука на літніх Олімпійських іграх 2020. Місце проведення — парк Юменосіма. Посівний раунд відбувся 23 липня, а плей-оф — 26-го.

## Передісторія
Це буде 9-та поспіль поява цієї дисципліни на Олімпійських іграх. Її проводили щоразу починаючи з 1988 року.

## Кваліфікація
У командній першості серед чоловіків візьмуть участь 36 лучників (12 команд по три). На змагання кваліфікувались Національні олімпійські комітети (НОК), що посіли перші 8 місць на Чемпіонаті світу зі стрільби з лука 2019. Одне місце було зарезервоване країні-господарці, Японії. На фінальному олімпійському кваліфікаційному турнірі зі стрільби з лука 2021 розігрувалось ще три чи чотири квоти залежно від того, чи кваліфікувалась Японія через чемпіонат світу. Оскільки Японії це не вдалося, то на фінальному ОКТ розігрувалось три квоти.
Команди, що кваліфікувались у командну першість, також автоматично одержали по 3 квоти в індивідуальну першість.

## Формат змагань
Як і в інших чотирьох дисциплінах, командну першість серед чоловіків проводять у класичному різновиді лука, за правилами Світової федерації стрільби з лука, з відстані 70 метрів від мішені. Змагання розпочинаються з посівного раунду, у якому кожен учасник вистрілює 72 стріли (це той самий раунд, що й в індивідуальній першості). На основі сумарних результатів цього раунду команди розміщуються в сітці турніру на вибування. Із них чотири перші команди потрапляють одразу до другого раунду (чвертьфіналу). Кожен матч плей-оф складається з чотирьох сетів, у яких команди вистрілюють по 6 стріл (по дві на лучника). Команда з кращим результатом у кожному сеті одержує по два очки. Якщо очок у сеті порівну, то кожна команда отримує по одному очку. Перша команда, що здобуває 5 очок, — виграє матч. Якщо рахунок рівний 4-4 після 4 сетів, то відбувається тай-брейк, у якому кожен учасник команди вистрілює по одній стрілі. Якщо рахунок і на тай-брейку рівний, то перемагає та команда, одна зі стріл якої ближче до центру.

## Рекорди
Перед цими змаганнями чинні світовий і олімпійський рекорди були такими:
- Посівний раунд із 216 стріл

| Світовий рекорд     | Південна Корея (KOR) Ім Тон Хьон, Кім Боп Мін, О Джін Хьок | 2087 | Лондон, Велика Британія | 27 липня 2012 |
| Олімпійський рекорд | Південна Корея (KOR) Ім Тон Хьон, Кім Боп Мін, О Джін Хьок | 2087 | Лондон, Велика Британія | 27 липня 2012 |

## Розклад
Вказано японський стандартний час (UTC+9)
Розклад змагань в командній першості серед чоловіків охоплює два окремі дні.
| Дата                          | Час        | Раунд                                                                           |
| ----------------------------- | ---------- | ------------------------------------------------------------------------------- |
| П’ятниця, 23 липня 2021 року  | 13:00      | Посівний раунд                                                                  |
| Понеділок, 26 липня 2021 року | 9:30 13:45 | 1/8 фіналу Чвертьфінали Півфінали Матч за бронзову медаль Матч за золоту медаль |

## Результати

### Посівний раунд
| Місце | Країна                  | Лучники                                             | Результат | 10s | Xs |
| ----- | ----------------------- | --------------------------------------------------- | --------- | --- | -- |
| 1     | Південна Корея (KOR)    | Кім У Джін О Джін Хьок Кім Джі Док                  | 2049      | 119 | 56 |
| 2     | Нідерланди (NED)        | Ґейс Бруксма Стеве Вейлер Шеф ван дер Берг          | 2012      | 96  | 35 |
| 3     | Китай (CHN)             | Лі Цзялунь Ван Дапен Вей Шаосюань                   | 2011      | 94  | 25 |
| 4     | Японія (JPN)            | Такахару Фуракава Юкі Кавата Хірокі Муто            | 1988      | 86  | 23 |
| 5     | США (USA)               | Джек Вільямс Брейді Еллісон Джейкоб Вукі            | 1987      | 89  | 29 |
| 6     | Китайський Тайбей (TPE) | Ден Юй Чен Тань Чін Чун Вей Чунь Хен                | 1985      | 83  | 25 |
| 7     | Індонезія (INA)         | Ріау Ега Агата Аріф Дві Пангесту Алвіянто Прастьяді | 1979      | 81  | 27 |
| 8     | Казахстан (KAZ)         | Денис Ганькін Санжар Муссаєв Ільфат Абдуллін        | 1973      | 83  | 31 |
| 9     | Індія (IND)             | Атану Дас Правін Джадгав Тарундіп Рай               | 1961      | 72  | 18 |
| 10    | Велика Британія (GBR)   | Том Голл Патрік Гьюстон Джеймс Вудґейт              | 1959      | 67  | 27 |
| 11    | Австралія (AUS)         | Девід Барнз Раян Тайєк Тейлор Ворт                  | 1949      | 69  | 27 |
| 12    | Франція (FRA)           | Тома Шіро П'єр Плійон Жан-Шарль Валладон            | 1941      | 65  | 22 |

### Турнірна сітка
|  | 1/8 фіналу | 1/8 фіналу              | 1/8 фіналу | 1/8 фіналу | 1/8 фіналу | 1/8 фіналу | 1/8 фіналу | 1/8 фіналу |  |  | Чвертьфінали | Чвертьфінали            | Чвертьфінали | Чвертьфінали     | Чвертьфінали | Чвертьфінали | Чвертьфінали | Чвертьфінали |    |    | Півфінали | Півфінали               | Півфінали | Півфінали               | Півфінали | Півфінали | Півфінали | Півфінали |  |  | Матч за золоту медаль   | Матч за золоту медаль   | Матч за золоту медаль   | Матч за золоту медаль   | Матч за золоту медаль   | Матч за золоту медаль   | Матч за золоту медаль   | Матч за золоту медаль   |  |
|  |            |                         |            |            |            |            |            |            |  |  |              |                         |              |                  |              |              |              |              |    |    |           |                         |           |                         |           |           |           |           |  |  |                         |                         |                         |                         |                         |                         |                         |                         |  |
|  |            |                         |            |            |            |            |            |            |  |  | 1            | Південна Корея (KOR)    | 6            | 59               | 59           | 56           |              |              |    |    |           |                         |           |                         |           |           |           |           |  |  |                         |                         |                         |                         |                         |                         |                         |                         |  |
|  | 9          | Індія (IND)             | 6          | 55         | 52         | 56         | 55         |            |  |  | 9            | Індія (IND)             | 0            | 54               | 57           | 54           |              |              |    |    |           |                         |           |                         |           |           |           |           |  |  |                         |                         |                         |                         |                         |                         |                         |                         |  |
|  | 8          | Казахстан (KAZ)         | 2          | 54         | 51         | 57         | 54         |            |  |  |              |                         |              |                  |              |              |              |              |    |    | 1         | Південна Корея (KOR)    | 5         | 58                      | 54        | 58        | 53        | 28+       |  |  |                         |                         |                         |                         |                         |                         |                         |                         |  |
|  | 5          | США (USA)               | 6          | 52         | 55         | 58         |            |            |  |  |              |                         | 4            | Японія (JPN)     | 4            | 54           | 55           | 55           | 56 | 28 |           |                         |           |                         |           |           |           |           |  |  |                         |                         |                         |                         |                         |                         |                         |                         |  |
|  | 12         | Франція (FRA)           | 0          | 51         | 45         | 54         |            |            |  |  | 5            | США (USA)               | 1            | 52               | 53           | 53           |              |              |    |    |           |                         |           |                         |           |           |           |           |  |  |                         |                         |                         |                         |                         |                         |                         |                         |  |
|  |            |                         |            |            |            |            |            |            |  |  | 4            | Японія (JPN)            | 5            | 55               | 53           | 55           |              |              |    |    |           |                         |           |                         |           |           |           |           |  |  |                         |                         |                         |                         |                         |                         |                         |                         |  |
|  |            |                         |            |            |            |            |            |            |  |  |              |                         |              |                  |              |              |              |              |    |    | 1         | Південна Корея (KOR)    | 6         | 59                      | 60        | 56        |           |           |  |  |                         |                         |                         |                         |                         |                         |                         |                         |  |
|  |            |                         |            |            |            |            |            |            |  |  |              |                         |              |                  |              |              |              |              |    |    |           |                         | 6         | Китайський Тайбей (TPE) | 0         | 55        | 58        | 55        |  |  |                         |                         |                         |                         |                         |                         |                         |                         |  |
|  |            |                         |            |            |            |            |            |            |  |  | 3            | Китай (CHN)             | 1            | 55               | 50           | 54           |              |              |    |    |           |                         |           |                         |           |           |           |           |  |  |                         |                         |                         |                         |                         |                         |                         |                         |  |
|  | 11         | Австралія (AUS)         | 4          | 53         | 53         | 57         | 52         | 27         |  |  | 6            | Китайський Тайбей (TPE) | 5            | 55               | 54           | 56           |              |              |    |    |           |                         |           |                         |           |           |           |           |  |  |                         |                         |                         |                         |                         |                         |                         |                         |  |
|  | 6          | Китайський Тайбей (TPE) | 5          | 48         | 55         | 55         | 58         | 28         |  |  |              |                         |              |                  |              |              |              |              |    |    | 6         | Китайський Тайбей (TPE) | 6         | 56                      | 54        | 59        |           |           |  |  | Матч за бронзову медаль | Матч за бронзову медаль | Матч за бронзову медаль | Матч за бронзову медаль | Матч за бронзову медаль | Матч за бронзову медаль | Матч за бронзову медаль | Матч за бронзову медаль |  |
|  | 7          | Індонезія (INA)         | 0          | 51         | 52         | 51         |            |            |  |  |              |                         | 2            | Нідерланди (NED) | 0            | 53           | 52           | 55           |    |    |           |                         |           |                         |           |           |           |           |  |  |                         |                         |                         |                         |                         |                         |                         |                         |  |
|  | 10         | Велика Британія (GBR)   | 6          | 55         | 53         | 55         |            |            |  |  | 10           | Велика Британія (GBR)   | 3            | 54               | 57           | 50           | 54           |              |    |    |           |                         |           |                         |           |           |           |           |  |  | 4                       | Японія (JPN)            | 5                       | 55                      | 54                      | 53                      | 57                      | 28+                     |  |
|  |            |                         |            |            |            |            |            |            |  |  | 2            | Нідерланди (NED)        | 5            | 54               | 56           | 54           | 57           |              |    |    | 2         | Нідерланди (NED)        | 4         | 58                      | 52        | 57        | 56        | 28        |  |  |                         |                         |                         |                         |                         |                         |                         |                         |  |